# Bertrand Schneider
Pour les articles homonymes, voir Schneider.
Bertrand Schneider, né à Grenoble le 11 mars 1929 et mort le 22 février 2021 à Boulogne-Billancourt, est un diplomate français.

## Biographie
Il est l'ancien Secrétaire général du Club de Rome, président de la société FWS (Futuring the World Society, 2000-2003), consultant en Intelligence et en Stratégie internationale et développement. Il a été président du Symposium mondial des technologies de l’information (Washington-1999, Futuroscope-2000, UNESCO-2001). Il est président et fondateur du Global Future College For Human Mutual Understanding.
- Commandeur du Ouissam Alaouite
- Member of The World Academy of Art and Science,
- Docteur Honoris causa, Université de Transilvania din Brasov

## Ouvrages
- Bertrand Schneider, La Ve République et l’Algérie, ETC, 1956.
- Bertrand Schneider, Les Relations publiques, dialogue ou manipulation, Éditions France Empire, 1976.
- Bertrand Schneider, La Révolution aux pieds nus, Éditions Fayard, 1986.
- Bertrand Schneider, A la recherche d'une sagesse pour le monde, quel rôle-quel rôle pour les valeurs éthiques dans l'éducation, 1986.
- Bertrand Schneider, L'Afrique face à ses priorités, Éditions Economica, 1987.
- Bertrand Schneider, Rapport UNESCO : A la Recherche d'une sagesse pour le monde : Rôle des valeurs éthiques dans l'Education.
- Bertrand Schneider, The First Global Revolution (en collaboration avec Alexander King), Éditions Panthéon, 1991.
- Bertrand Schneider, Latin America facing contradictions and hopes, Éditions BBV Fondation, 1993.
- Bertrand Schneider, For a better World order, The Message of Kuala Lumpur, Éditions BBV Fondation, 1993.
- Bertrand Schneider, Le Scandale et la Honte, Éditions Bertelsmann, 1995.
- Bertrand Schneider, Télétravail, Réalité et Espoir, Éditions PUF, 1996.
- Bertrand Schneider, How New Media are transforming Society, Éditions COR, 1998.
- Bertrand Schneider, La Civilisation Internet, Entreprises, éducation, gouvernance, Éditions Economica, 2000.
- Bertrand Schneider, 11 septembre 2001, le jour où le Monde a basculé, ID Livre, 2002.
- Bertrand Schneider, L’Inde, l’avènement d’une grande puissance, Éditions de l’Organisation, 2006.
- Bertrand Schneider, France, la Grande Transition du XXe au XXIe siècle, Éditions L'Harmattan, 2007.
- Bertrand Schneider, Montesquiou, le dandy magnifique, Éditions Baudelaire, 2009.
- Bertrand Schneider (en collaboration avec Catherine Rod de Verchère), "Guide de l'Ostéopathie, Éditions Albin Michel, novembre 2012.
- Bertrand Schneider, Auteuil, la Ballade des siècles, Editions Edilivre, septembre 2017).
- Bertrand Schneider, Mes Révolutions, Editions de l'Harmattan), novembre 2018.